# Ormosia hispa
Ormosia hispa är en tvåvingeart som beskrevs av Alexander 1945. Ormosia hispa ingår i släktet Ormosia och familjen småharkrankar. Inga underarter finns listade i Catalogue of Life.